# Ctenitis chiriquiana
Ctenitis chiriquiana är en träjonväxtart som först beskrevs av Carl Frederik Albert Christensen, och fick sitt nu gällande namn av David Bruce Lellinger. Ctenitis chiriquiana ingår i släktet Ctenitis och familjen Dryopteridaceae. Inga underarter finns listade.